# Kidancz
Kidancz (ukr. Кіданч) – wieś na Ukrainie, w obwodzie iwanofrankiwskim, w rejonie kołomyjskim, w hromadzie Peczeniżyn.
Do 2021 roku miejscowość nosiła nazwę Kujdańce (ukr. Кийданці, Kyjdanci).

## Dwór
- dwór wybudowany w stylu klasycystycznym został doszczętnie zniszczony podczas I wojny światowej[2].